# 神奈川県立藤沢清流高等学校
神奈川県立藤沢清流高等学校（かながわけんりつ ふじさわせいりゅうこうとうがっこう）は、神奈川県藤沢市に所在する公立の高等学校。

## 概要
単位制高等学校として神奈川県立藤沢高等学校と神奈川県立大清水高等学校と統合再編し、2010年（平成22年）4月に開校した。
大清水高等学校の校地、設備等をそのまま継続使用する。1学年は8学級規模。男女とも県内サッカー強豪校のひとつである。

## コンセプト
〜3つの「つくる」〜
キャリアをつくる・学びをつくる・生きるをつくる

## 設置学科・系
- 年次進行型の単位制 普通科

## 沿革
- 2009年（平成21年）10月　設立認可
- 2010年（平成22年）4月　開校

## 校歌・校章
校歌作詞は岩田由美、校歌作曲は藤田耕平、
校章デザインは奥野和夫、校名板は金子光夫による作品を採用。

## 部活動
- 箏曲部（平成28年度県大会１位教育長賞受賞、全国高等学校総合文化祭出場）
- 男子サッカー部（2012年度関東大会準優勝）
- 女子サッカー部（県大会準優勝）
- 野球部
- 吹奏楽部
- 軽音楽部
- 剣道部
- ダンス部
- ハンドボール部
- ソフトテニス部
- ワンダーフォーゲル部
- 写真部

## 交通
- 小田急江ノ島線藤沢本町駅 徒歩17分

## 著名な出身者
- 下田北斗（プロサッカー選手＝ヴァンフォーレ甲府→湘南ベルマーレ→川崎フロンターレ）注：前身の大清水高校卒業
- 内山圭（プロサッカー選手＝東京武蔵野シティFC→ロアッソ熊本）
- 松本孝平（プロサッカー選手＝江ノ島フリッパーズ→名古屋グランパス→SC相模原）
- REDRICE（ミュージシャン＝湘南乃風）
- 三浦柚恵（女子プロ野球選手）